# Вініген (Берн)
Вініген (нім. Wynigen) — громада  в Швейцарії в кантоні Берн, адміністративний округ Емменталь.

## Географія
Громада розташована на відстані близько 25 км на північний схід від Берна.
Вініген має площу 28,3 км², з яких на 5,6% дозволяється будівництво (житлове та будівництво доріг), 56,7% використовуються в сільськогосподарських цілях, 37,5% зайнято лісами, 0,2% не є продуктивними (річки, льодовики або гори).

## Демографія
2019 року в громаді мешкало 2093 особи (+2,9% порівняно з 2010 роком), іноземців було 3,5%. Густота населення становила 74 осіб/км².
За віковим діапазоном населення розподілялося таким чином: 21% — особи молодші 20 років, 57,2% — особи у віці 20—64 років, 21,8% — особи у віці 65 років та старші. Було 893 помешкань (у середньому 2,3 особи в помешканні).
Із загальної кількості 719 працюючих 277 було зайнятих в первинному секторі, 148 — в обробній промисловості, 294 — в галузі послуг.